# Modranský sirotčinec

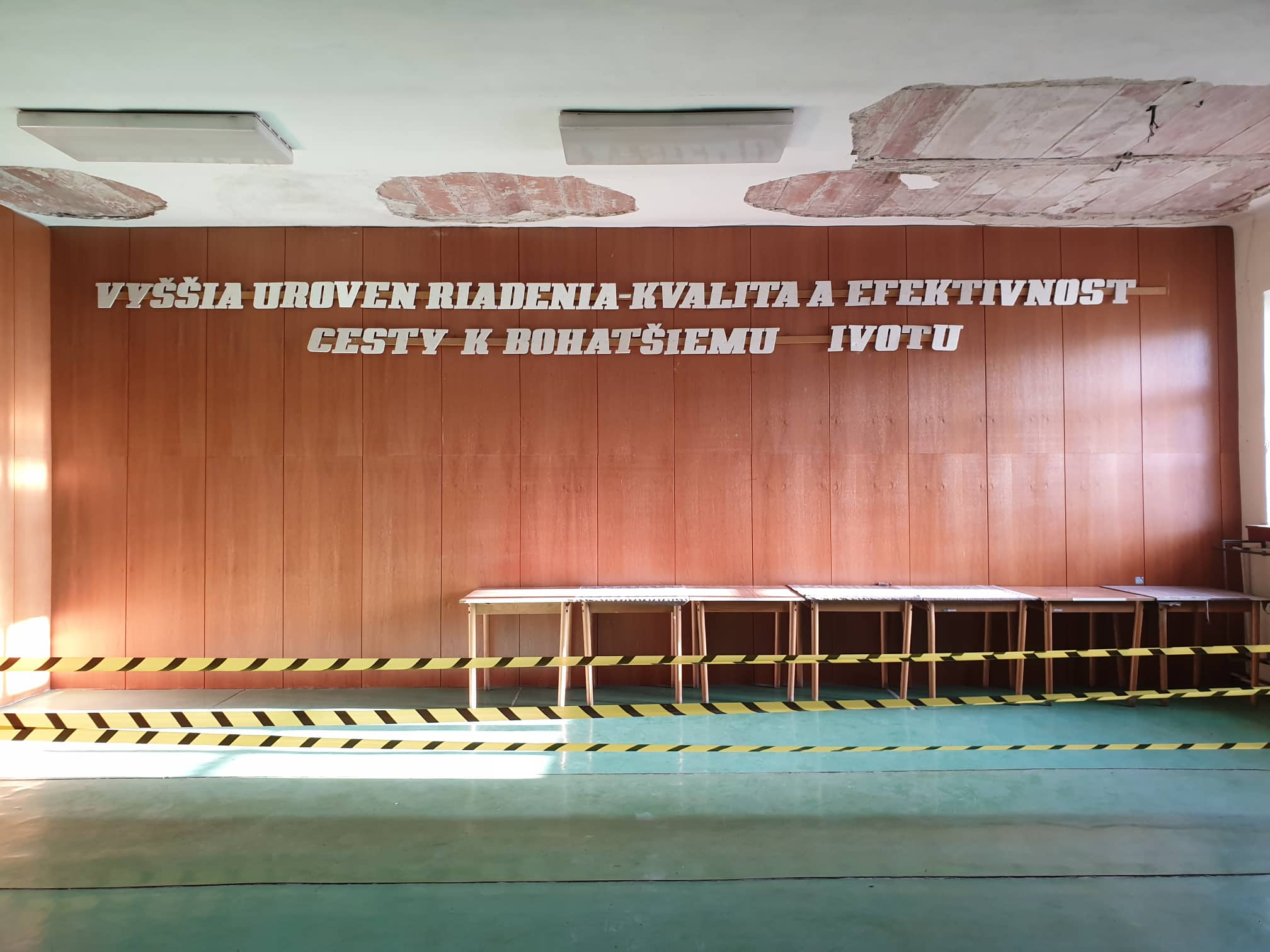
Konferenční sál v roce 2019

Modranský sirotčinec je bývalé zařízení pro péči o slovenské osiřelé děti pocházející nejen z protestantského prostředí.
Sirotčinec založil slovenský evangelický kněz Samuel Zoch v Modre. Dne 12. května 1912 se začal stavět a 28. května 1913 mohl přijmout děti. Samuel Zoch byl synovcem a pokračovatelem díla Pavla Zocha. Pavel Zoch se zabýval dobročinností ve prospěch sirotků již před rokem 1905, ale v roce 1907 náhle zemřel. Samuel Zoch založil peněžní sbírku, na kterou se sbíralo po celém Slovensku. Podařilo se takto získat 12 000 korun na stavbu budovy sirotčince.
Stavbu projektoval architekt Dušan Samuel Jurkovič ve stylu britského secesního proudu Modern Style. Pozdější modernistickou přístavbou podle projektu architekta Jana Štefance a dalšími úpravami se setřel původní architektonický záměr.
V roce 1951 přestal sirotčinec sloužit svému účelu a do správy ho převzal generální biskupský úřad evangelické církve augsburského vyznání na Slovensku. Nemovitost se nachází na Vajanského ulici v Modre. V současnosti je prázdná, protože je nutná rekonstrukce. Budovu má ve správě místní evangelická církev.
V roce 2016 byl objekt prohlášen za národní kulturní památku SR.